# Palo Santo
Prideluje se iz drevesa Bursera graveolens, ki sodi v družino mirovk in raste na obali Južne Amerike. Ko drevo odmre, je šele po nekaj letih primerno za pridobivanje kadila in eteričnega olja.
Tradicionalno se ga uporablja za odganjanje žuželk. Šamani v Južni Ameriki Palo Santo pa ga uporabljajo za zdravljenje bolezni in odganjanje zlih duhov.

## Palo Santo kot kadilo
Šamani v južni Ameriki ga že tisočletja uporabljajo v ritualih za odganjanje zlih duhov. Tovrstna uporaba se je v zadnjih letih razširila po vsem svetu.

## Palo Santo čaj
Tradicionalno se ga pripravlja za umirjanje imunskega in živčnega sistema. Posebej blagodejno deluje ob različnih prehladnih obolenjih, vnetjih in bolečinah v želodcu. Zaradi visoke koncentracije D-limonena in monotropenov, blagodejno deluje pri lajšanju fizičnih bolečin in vnetij.

## Palo Santo olje
Uporablja se ga za lajšanje prehladov, simptomov gripe, glavobolov in vnetij.